# Aids-forældreløs
En aids-forældreløs er et barn, der er blevet forældreløs, fordi én eller begge forældre er døde af aids.
I statistikker fra UNAIDS, WHO og UNICEF bruges betegnelsen for et barn, hvis mor er død grundet aids før barnets 15-års fødselsdag, uanset om faren stadig er i live. Som resultat af denne definition har en undersøgelse estimeret, at 80 % af alle aids-forældreløse stadig har en levende forælder.
Der er 70.000 nye aids-forældreløse om året. Ved år 2010 blev det estimeret, at over 20 millioner børn vil blive forældreløse som følge af aids.
Fordi aids primært berører dem, der er seksuelt aktive, rammer aids-relaterede dødsfald ofte dem, der er familiens primære forsørgere. Derfor kommer deraf følgende aids-folældreløse ofte til at afhænge af staten i forhold til forsorg og økonomisk støtte, særligt i Afrika.
Det største antal forældreløse grundet aids i 2007 var i Sydafrika (dog inkluderer definitionen på aids-forældreløse i Sydafrikanske statistikker børn op til 18 år, som har mistet en hvilken som helst af sine biologiske forældre). I 2005 var det højeste antal aids-forældreløse i procent af alle forældreløse i Zimbabwe.